# کلارنس کولستر
کلارنس کولستر (انگلیسی: Clarence Kolster; ۶ سپتامبر ۱۸۹۵ – ۶ مهٔ ۱۹۷۲) تدوین‌گر اهل ایالات متحده آمریکا بود.
در بیش از سی سال فعالیت حرفه‌ای‌اش، او تقریباً 100 فیلم و همچنین تنها تجربه کارگردانی‌اش را به عنوان دستیار فیلم صامت سال 1924، فانوس دریایی کنار دریا، تدوین کرد.

## فیلم‌شناسی
- گینسبرگ بزرگ
- فرانکنشتاین
- خانه تاریک قدیمی
- طلا جایی است که شما آن را پیدا می‌کنید
- دالاس
- فورت وورث
- سامانه
- کوچه هوگان